# Grigore Niculescu-Buzești
Grigore Niculescu-Buzești (ur. 1 sierpnia 1908 w Sărata, okręg Buzau, zm. 12 października 1949 w Nowym Jorku) – rumuński prawnik, polityk i dyplomata, minister spraw zagranicznych (1944).

## Życiorys
W 1929 ukończył studia na Wydziale Prawa Uniwersytetu Bukareszteńskiego. Po studiach rozpoczął pracę w ministerstwie spraw zagranicznych, awansując na kolejne szczeble w hierarchii resortu. W latach 1933–1935 pełnił funkcję sekretarza poselstwa Rumunii przy Lidze Narodów, a następnie sekretarza poselstwa rumuńskiego w Sztokholmie i w Rydze. W 1940 powrócił do Rumunii i objął kierownictwo Dyrekcji Szyfrów w MSZ, a następnie Dyrekcji Spraw Gospodarczych i Administracji. W 1944 odegrał istotną rolę w przygotowaniach do obalenia Iona Antonescu, przekazując królowi Michałowi szereg tajnych informacji dotyczących działalności Antonescu. Po jego obaleniu w sierpniu 1944, Niculescu-Buzești objął kierownictwo resortu spraw zagranicznych w gabinecie kierowanym przez gen. Constantina Sănatescu. W 1946 przystąpił do Narodowej Partii Ludowej, ale jeszcze w tym roku potajemnie opuścił kraj, udając się do Szwajcarii, gdzie leczyła się jego ciężko chora żona. 11 listopada 1947 Sąd Wojskowy w Bukareszcie skazał go zaocznie na karę dożywotniego pozbawienia wolności, prace przymusowe i konfiskatę mienia. 
Na emigracji, w roku 1948 Niculescu-Buzești spotkał się z byłym królem Rumunii Michałem proponując mu utworzenie Rumuńskiego Komitetu Narodowego działającego na emigracji. Zmarł w 1949 w Nowym Jorku z powodu białaczki.
Był żonaty (żona Ecaterina Știrbei).